# Claudio Monge (Theologe)
Claudio Monge OP (* 28. Mai 1968 in Saluzzo, Italien) ist ein italienischer Ordensgeistlicher und Theologe.

## Leben
Claudio Monge studierte zunächst auf Lehramt in Religionswissenschaft an der Theologischen Fakultät von Mailand (1991). Er trat 1993 der Ordensgemeinschaft der Dominikaner bei und studierte Philosophie (1997) und Theologie (1999) an der Päpstlichen Universität Heiliger Thomas von Aquin in Rom. Ein Doktoratsstudium zum Dr. theol. in Komparativer Theologie und Soziologie absolvierte er an der Universität Straßburg. Er hat seit 2008 eine Professur für Theologie an der Schweizer Universität Freiburg inne. Von 2007 bis 2013 lehrte er zudem an der Theologischen Fakultät der Emilia-Romagna in Bologna.
Monge hatte Gastprofessuren inne an der Universität Galatasaray in Istanbul (2011), am St. Michael College der University of Toronto (2013/14), Päpstlichen Universität Johannes Paul II. in Krakau (2014), Pontifícia Universidade Católica do Rio Grande do Sul (2015) und Dominican University College in Ottawa (2016).
Er ist seit 2007 Superior der Dominikaner in der Türkei mit Sitz in Istanbul. Er ist Verantwortlicher der Bibliothek des dominikanischen Zentrums für den interkulturellen Dialog in Istanbul (DOSTI). Zudem ist Monge Präsident der Union der Religionen in der Türkei.
Monge ist unter anderem Mitglied des Rats der europäischen Bischofskonferenzen (Consilium Conferentiarum Episcoporum Europae CCCE). Er war bis 2012 Mitglied der Konferenz Europäischer Kirchen (Conference of European Churches) für das Gebiet des Islams in Europa. 2014 wurde er von Papst Franziskus in den Päpstlichen Rat für den Interreligiösen Dialog berufen.

## Schriften
- Christen in der Türkei. Ein geschichtlicher Überblick, in:. M. Van Aerde (Hrsg.), Wahrheit und Wahrheiten. Beträge zur 3. Europäischen Ökumenischen Versammlung (Dominikanische Perspektiven für Europa Bd. 3), Brüssel 2007
- Wegbereiter für eine „vielschichtige Wahrheit“, in:. M. Van Aerde (Hrsg.), Wahrheit und Wahrheiten. Beträge zur 3. Europäischen Ökumenischen Versammlung (Dominikanische Perspektiven für Europa Bd. 3), Brüssel 2007
- Stranieri Con Dio: L’Ospitalita Nelle Tradizioni Dei Tre Monoteismi Abramitici, Incontri a Sichar 2013, ISBN 8862401663, zusammen mit Enzo Bianchi
- Dieu Hote: Recherche Historique et Theologique Sur Les Rituels de L’Hospitalite, Zeta Books 2008, ISBN 9731997105
- Taizé. L’espérance indivise, Editions du Cerf 2016 (Kindle Edition)